# Аль-Аглі (Сана)
Клуб Аль-Аглі Сана (араб. نادي أهلي صنعاء) — єменський професійний футбольний клуб з міста Сана. Клуб був заснований у 1952 році. Клуб грає на стадіоні «Аль-Тавра», який вміщує 25 тисяч гллядачів, та є рекордсменом з числа виграних титулів чемпіона країни. Найпринциповішим суперником команди є інший клуб із Сани «Аль-Вахда».

## Титули і досягнення
- Чемпіон Ємену (11): 1981, 1983, 1984, 1988, 1992, 1994, 1999, 2000, 2001, 2007, 2023—2024
- Володар Кубка Президента Ємену (3): 2001, 2004, 2009
- Володар Кубка Єдності Ємену (1): 2004
- Володар Кубка Незалежності Ємену (1): 2006